# خاستون ربری
خاستون ربری (انگلیسی: Gaston Rebry; ۲۹ ژانویهٔ ۱۹۰۵ – ۳ ژوئیهٔ ۱۹۵۳) دوچرخه‌سوار اهل بلژیک بود.